# Ogniskowanie izoelektryczne
Ogniskowanie izoelektryczne (IEF, z ang. isoelectric focusing) – szczególny przypadek elektroforezy białek natywnych, w którym są one rozdzielane ze względu na swój punkt izoelektryczny (pI). Nośnikiem najczęściej jest żel poliakrylamidowy, a rozdział odbywa się w gradiencie pH. Naładowane białko wędruje w kierunku odpowiedniej elektrody (białka naładowane ujemnie ku anodzie, a dodatnio ku katodzie). W momencie, kiedy białko znajdzie się w obszarze o pH odpowiadającym jego pI, jego sumaryczny ładunek wynosi 0 i nie porusza się ono w polu elektrycznym.